# Ksawery Tatarkiewicz
Franciszek Ksawery Tatarkiewicz (ur. 4 listopada 1848, zm. 8 stycznia 1903) – polski prawnik, adwokat, publicysta. Był ojcem filozofa Władysława Tatarkiewicza.
Urodził się jako syn rzeźbiarza Jakuba i Antoniny z Brzezińskich (zmarła w 1897). Oboje pochodzili z rodzin żydowskich, uszlachconych frankistów – neofitów. Wcześnie osierocony przez ojca, wychowywany był przez matkę, przez którą był spokrewniony z kilkoma znanymi prawnikami, m.in. adwokatem Andrzejem Brzezińskim i późniejszym sędzią Sądu Najwyższego Józefem Brzezińskim. Ukończył jedno z warszawskich gimnazjów, po czym wstąpił na Wydział Prawa i Administracji Szkoły Głównej Warszawskiej, gdzie uzyskał dyplom magistra. Po odbyciu na początku lat 70. XIX wieku aplikacji sądowej pracował jako patron przy Trybunale Cywilnym Warszawskim. W 1876, w związku z reformą sądownictwa, został adwokatem przysięgłym. Był również radcą prawnym Kolei Iwanowsko-Dąbrowskiej.
Tatarkiewicz specjalizował się w sprawach cywilistycznych. Interesował się też bieżącymi zagadnieniami publicznymi, publikował artykuły w wielu popularnych pismach, m.in. w "Kłosach" i "Gazecie Warszawskiej". Anonimowo redagował "kronikę cywilną" w "Gazecie Sądowej Warszawskiej". Z Maksymilianem Poznańskim przełożył na polski Historię i instytucje prawa rzymskiego Vehringa. Uczestniczył w tworzeniu pierwszych polskich towarzystw akcyjnych.
W ostatnich latach życia aktywność Tatarkiewicza ograniczyła ciężka choroba. W pamięci warszawskich adwokatów zapisał się jako "człowiek o prawym charakterze i nieczęsto spotykanej uczynności", "wnikliwy i pracowity rzecznik swoich kolegów", zajmujący zaszczytne stanowisko w palestrze polskiej (Z. Zalewski). Był żonaty z Marią Lubicz-Brzezińską, z którą miał dwóch synów. Starszym synem Ksawerego był Władysław Tatarkiewicz (ur. 3 kwietnia 1886, zm. 4 kwietnia 1980), filozof, profesor Uniwersytetu Warszawskiego, członek Polskiej Akademii Umiejętności i Polskiej Akademii Nauk. Młodszy syn Jan (ur. 1889, zm. 12 listopada 1947) poszedł w ślady ojca, był adwokatem, radcą prawnym Towarzystwa Ubezpieczeń w Warszawie, po II wojnie światowej sędzią Sądu Okręgowego w Gdańsku; opublikował szereg artykułów w prasie prawniczej.
Jest pochowany na cmentarzu Powązkowskim (kwatera 25-4-29/30).  

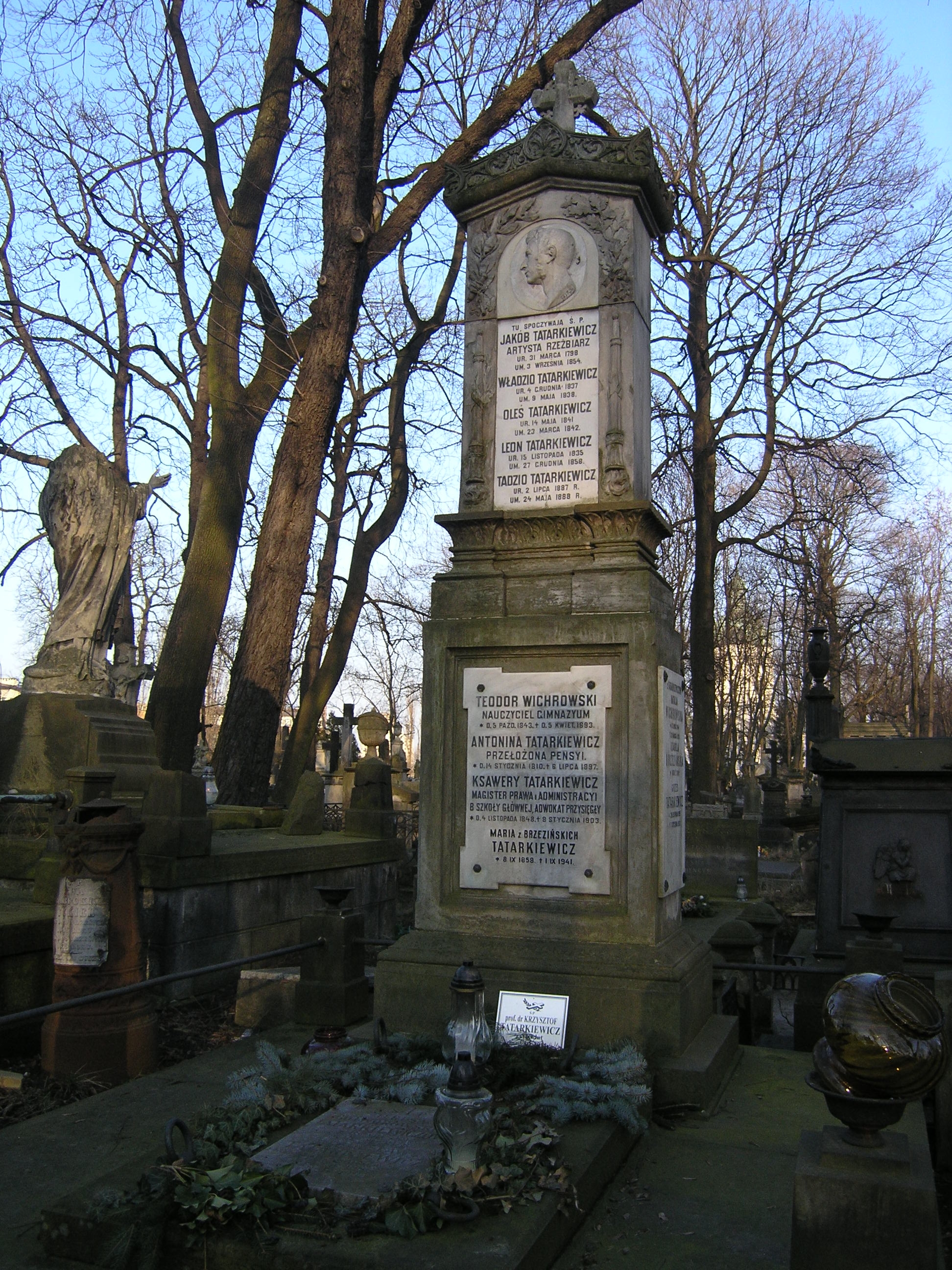
Grób Ksawerego Tatarkiewicza na Starych Powązkach w Warszawie (stan na marzec 2012)